# Михась Зарецкий
Михаил Ефимович Косенков (Михаил Заре́цкий) (бел. Міхаіл Яўхімавіч Касянкоў (Міхась Зарэцкі); 20 ноября 1901 — 29 октября 1937, Минск) — белорусский советский писатель. Член Союза писателей СССР (1934).

## Биография
Родился 20 ноября 1901 года в семье дьякона в деревне Высокий Городец (ныне Толочинский район, Витебская область Беларусь). Детство прошло в деревне Заречье под Шкловом.
В 10 лет поступил в Оршанское духовное училище, в 1915—1917 годах учился в Могилевской духовной семинарии.
В 1917 году покинул семинарию, полгода работал переписчиком в одной из военных частей, затем — церковным сторожем. С 1919 года — учитель в одной из сельских школ на Могилёвщине, председатель волостного объединения учителей, заведующий волостного отдела народного образования, в 1920 году — постоянный член правления работников просвещения и социалистической культуры в Могилёве, участник ІІ Всесоюзного съезда работников просвещения.
В 1920—1926 годы политработник в Красной Армии. Одновременно учился в Белорусском государственном университете. В 1928 году по политическим мотивам покинул университет.
В КП(б)Б с 1925 года. В 1929 году был исключен из коммунистической партии «за проявления национал-демократизма».
С 1923 года — член Центрального Бюро литературно-художественного объединения «Маладняк». У 1926—1927 годы — редактор журнала «Маладняк». С 1927 года — член литературно-художественного объединения «Полымя», входил в инициативную группу по его созданию. В 1934 году принимал участие в работе Первого Всебелорусского съезда писателей.
В 1936 году — заведующий отделом литературы и искусства в Академии наук Белорусской ССР.
3 октября 1936 года арестован. 28 октября 1937 года осуждён к высшей мере наказания, расстрелян 29 октября 1937 года. Предположительное место расстрела и захоронения — мемориал Куропаты, Минская область.
Реабилитирован посмертно 7 декабря 1957 года.

## Творчество
Первый рассказ опубликовал в 1922 году. Выступал как прозаик, драматург, киносценарист, переводчик, критик.
Представитель романтического направления в ранней белорусской советской прозе.

### Сборники прозы
- Книга рассказов бел. «У віры жыцця» («В круговороте жизни») (1925)
- Книга рассказов бел. «Пела вясна» («Пела весна») (1925)
- Книга рассказов бел. «Пад сонцам» («Под солнцем») (1926)
- Книга рассказов бел. «42 дакументы і Двое Жвіроўскіх» («42 документа и Двое Жвировских») (1926)
- Книга рассказов бел. «На чыгунцы» («На железной дороге») (1928)
- Книга рассказов и пьес бел. «Ракавыя жаронцы» («Роковые жернова») (1930)
- Рассказ бел. «Бацькаў сын» («Отцов сын») (1932)
- Повесть бел. «Голы звер» («Голый зверь») (1926)
- Избранное бел. «Збор твораў : У 4 т.» («Собрание сочинений : в 4 т.») (1989—1991)

### Сборники публицистики
- Книга очерков бел. «Падарожжа на новую зямлю» («Путешествие на новую землю») (1929)
- Книга очерков бел. «Лісты да знаёмага» («Письма к знакомому») (1931)

### Романы
- бел. «Сцежкі-дарожкі» («Пути-дорожки») (1928)
- бел. «Вязьмо» («Путы») (1932)
- бел. «Крывічы» («Кривичи») (1936)

### Повести
- классич. бел. «Голы зьвер» («Голый зверь») (1926)

### Переводы
- роман «Цемент» Ф. Гладкова (1930)
- роман «Приключения бравого солдата Швейка в мировую войну» Я. Гашека (ч. 1, 1931)

### Сценарии
- сценарий фильма бел. «Пачатак шчасця» («Начало счастья»)

### Пьесы
- бел. «Сымон Карызна» («Симон Каризна») (1935)
- бел. «Рагнеда» («Рогнеда») (1929)
- бел. «Ная» («Ная») (1936)

## Награды
На белорусском республиканском конкурсе, посвященном 15-й годовщине Октябрьской революции, роман М. Зарецкого «Вязьмо» был отмечен премией как одно из лучших произведений на тему коллективизации.